# Gustaf Kolthoff

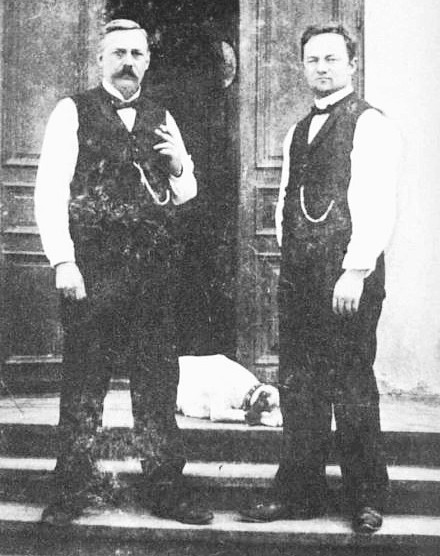
Gustaf och Kjell Kolthoff.

Gustaf Isak Kolthoff, född 14 december 1845 i Sandhems socken, Västergötland, död 25 oktober 1913 i Stockholm, var en svensk zoolog, forskningsresande, konservator och författare. 

## Biografi
Kolthoff blev 1878 konservator vid Uppsala universitets zoologiska museum. Kolthoff ledde eller deltog i flera forskningsresor, som 1872 till Island och Färöarna, 1883 med Adolf Erik Nordenskiölds expedition till Grönland, 1887 till norska Ishavskusten, 1898 (med Alfred Nathorsts expedition) på "Antarctic" till Svalbard. Han ledde själv 1900 en zoologisk expedition till Svalbard och nordöstra Grönland.
År 1893 inrättade han med stöd från Bruno Liljefors och docenten Carl Bovallius Biologiska Museet på Djurgården i Stockholm, samt Biotopia i Uppsala och Biologiska museet, Södertälje. Kolthoff blev filosofie hedersdoktor vid Linnéfesten i Uppsala 1907. Även hans son Kjell Kolthoff (1871-1947) var konservator och arbetade ofta ihop med sin far.